# Veljko Petranović
Veljko Petranović, (nacido el 18 de diciembre de 1961 en Dermis, Croacia) es un  exjugador de baloncesto croata. Con 2.04 de estatura, su puesto natural en la cancha era el de ala-pívot. Fue medalla de bronce con Yugoslavia en el Mundial de España de 1986.

## Trayectoria
- KK Zadar (1979-1987)
- KK Union Olimpija (1988-1989)
- KK Zagreb (1989-1990)
- KK Zadar (1991-1992)
- Hopsi Polzela (1992-1998)
- Maribor Lumar (1998-1999)
- Triglav Kranj (1999-2000)
- Rogla Zreče (2000-2002)
- Postojna (2003-2004)
- KK Zadar (2004)